# Cerro Santiago
Le cerro Santiago est un champ volcanique du Guatemala.

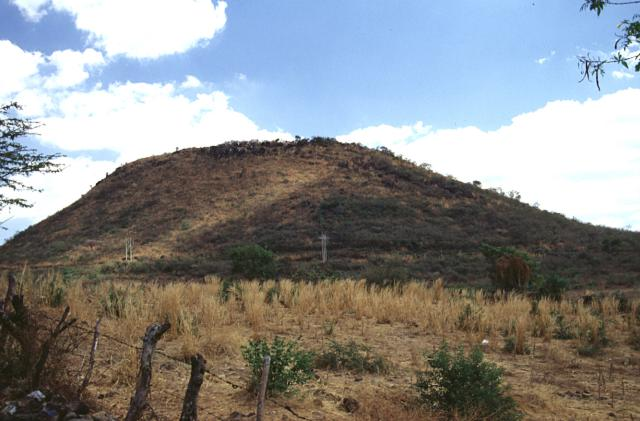
Vue du Culma, un petit cône volcanique du Cerro Santiago.